# Comuna Bohdanivka, Znameanka
Bohdanivka (în ucraineană Богданівка) este o comună în raionul Znameanka, regiunea Kirovohrad, Ucraina, formată din satele Bohdanivka (reședința) și Kucerivka.

## Demografie
Componența lingvistică a comunei Bohdanivka
     Ucraineană (91,97%)
     Rusă (6,8%)
     Alte limbi (0,7%)
Conform recensământului din 2001, majoritatea populației comunei Bohdanivka era vorbitoare de ucraineană (91,97%), existând în minoritate și vorbitori de rusă (6,8%).